# Bobby Timmons
| Kattints az alábbi külső linkek egyikére! | Kattints az alábbi külső linkek egyikére! |
| ----------------------------------------- | ----------------------------------------- |
| Nem található szabad kép.(?)              |                                           |
| külső link · jogvédett                    | Bobby Timmons                             |

Bobby Timmons (Robert Henry Timmons) (Philadelphia, 1935. december 19. – New York, 1974. március 1.) amerikai dzsesszzongorista, vibrafonos, zeneszerző.

## Pályakép
Erősen kapcsolódott a soulzenéhez; jelentősen gazdagította is.
Timmons kábítószer- és alkoholfüggő volt, karrierje emiatt nem tudott igazán kibontakozni. Már 38 éves korában meg is halt. Kritikusai szerint művészete ma is alulértékelt.
Két évig Art Blakey Jazz Messengers-ében játszott és Cannonball Adderley zenekarának is tagja volt. Timmonsnak van több olyan kompozíciója, amelyek ezeknek a zenekaroknak örök darabjai (a „Moanin'”, „Dat Dere”, „This Here”).
Az 1960-as években zongoratriókat is rögzítettek vele. Bobby Timmons, Sam Jones (bőgő), Jimmy Cobb (dob).

## Lemezek
- 1957 – Jenkins, Jordan and Timmons
- 1960 – This Here Is Bobby Timmons!
- 1960 – Soul Time
- 1961 – Easy Does It
- 1962 – In Person
- 1962 – Sweet and Soulful Sounds
- 1963 – Born to Be Blue!
- 1964 – From the Bottom
- 1964 – Little Barefoot Soul
- 1964 – Chun–King
- 1964 – Workin' Out!
- 1964 – Holiday Soul
- 1965 – Chicken and Dumplin's
- 1966 – The Soul Man!
- 1966 – Soul Food
- 1967 – Got to Get It!
- 1968 – Do You Know the Way?
- 1972 (megjelenés: 1981) – Live at the Connecticut Jazz Party
- 1975 – Moanin'